# Сімейство корпусів ТенТен
Родина корпусів ТенТен (англ. The TenTen Corpus Family) — це сукупність порівняльних веб-корпусів, укладених з лінгвістично вартісних текстів всесвітньої павутини. Доступ до корпусів реалізовано через корпусний менеджер Sketch Engine. Інструментарій цієї веб-платформи дає змогу детально досліджувати граматику, лексику та термінологію, аналізувати переклади, укладати частотні словники.
До родини ТенТен входять корпуси 42 мов (за даними на квітень 2022). Цільовий розмір кожного з корпусів становить 10 мільярдів (1010) слововживань, це число й дало їм назву (1010 — «ten-ten»).
Щоб отримати доступ до корпусів ТенТен, необхідно авторизуватися та купити підписку на сайті Sketch Engine. Можна скористатися 30-денним пробним періодом.

## Історія створення
Родина корпусів ТенТен — це спільний проєкт Центру обробки природних мов факультету інформатики Університету Масарика (Брно, Чехія) та компанії Lexical Computing. Безпосередньо над розробкою корпусів ТенТен працювали: Мілош Якубічек (чес. Miloš Jakubíček), Войтех Коварж (чес. Vojtěch Kovář), Павел Рихли (чес. Pavel Rychlý), Віт Сухомель (чес. Vít Suchomel) і Адам Кілґарріфф (англ. Adam Kilgarriff).
Концепція порівняльних веб-корпусів зародилася ще в 2006 р. Ця ідея належить Марку Бароні, професорові кафедри лінгвістики Каталонського інституту перспективних досліджень (англ. Catalan Institution for Research and Advanced Studies), Адамові Кілґарріффу, корпусному лінгвісту й одному з розробників Sketch Engine, і Сергію Шарову — російському комп'ютерному лінгвісту. Згодом у 2013 р. на Сьомій міжнародній конференції з корпусної лінгвістики у Ланкастері (англ. 7th International Corpus Linguistics Conference CL) розробники із Університету Масарика та Sketch Engine презентували принципово новий проєкт — Сімейство веб-корпусів ТенТен, а також власне допоміжне програмне забезпечення для корпусних лінгвістів — SpiderLing, jusText і ONION.

## Процес укладання
Процедура створення корпусів ТенТен базується на попередніх дослідженнях розробників щодо підготовки та опрацювання інформації для веб-корпусів. До цього алгоритму входять наступні кроки:
1. Насамперед веб-сканер SpiderLing завантажує величезну кількість даних зі всесвітньої мережі.[8]
2. Потім за допомогою інструмента jusText[9] зібрана інформація очищується від будь-якого нетекстового матеріалу у вихідному коді HTML. Важливо, щоб залишалися лише повні суцільні речення, а навігаційні посилання та верхні й нижні колонтитули було видалено.
3. Проводиться лексичний аналіз (токенізація) матеріалів. Лексичний аналіз можна розділити на два етапи: сканування, яке сегментує вхідний рядок у синтаксичні одиниці, які називаються лексемами, та класифікує їх у класи токенів; та обчислення, яке перетворює лексеми в оброблені значення.
4. Наступний етап — дедублікація даних у корпусі. Вона полягає у виявленні та видаленні однакових за змістом даних. З цією метою застосовується ще один інструмент для роботи з масивами текстів — ONION (ONe Instance ONly).[9] Потреба в дедублікації виникає через такі поширені в Інтернеті явища, як копіювання, цитування, покликання на джерело, тощо.
5. Останній крок — морфологічна розмітка корпусу: для кожної словоформи визначаються теги (граматичні ознаки).

## Інструменти для роботи з корпусами ТенТен
Повний набір інструментів Search Engine складається з таких категорій:
- Word Sketch та Word Sketch Difference — дослідження граматичних зв'язків у словосполученнях і колокаціях;
- Thesaurus — генерування тезаурусів — словників синонімів або слів з певних семантичних полів;
- Keywords та Bilingual Terms — створення вибірки ключових слів і термінів з корпусу однієї мови або порівняльних корпусів двох мов;
- Word Lists — автоматичне укладання частотних словників;
- N-grams — укладання частотних словників н-грам;
- Concordance та Parallel Concordance — пошук у конкордансах, зокрема й двомовних. Ця опція дає змогу детально вивчити текст, досліджувати функціонування мови в контексті;
- Text Type Analysis — аналіз даних зі всього корпусу.

## Структура даних у корпусах
Усі корпуси ТенТен мають однакову специфічну структуру метаданих. Метадані містяться в структурних атрибутах, які стосуються окремих документів і параграфів у корпусі. Деякі корпуси ТенТен мають ще й додаткові специфічні атрибути.

### Атрибути документа
- Домен верхнього рівня — домен на найвищому рівні ієрархічної системи доменних імен (наприклад, «com»);
- веб-сайт — ідентифікаційний рядок, що визначає сферу адміністративної автономії в Інтернеті (наприклад, «wikipedia.org»);
- веб-домен — сукупність пов'язаних веб-сторінок (наприклад, «uk.wikipedia.org»);
- дата сканування — дата, коли документ було завантажено з Інтернету;
- URL — уніфікований локатор ресурсу з посиланням на джерело документа;
- підрахунок слів — кількість слів у документі;
- довжина — класифікація документа за діапазоном, яка визначається його довжиною та може вимірюватися тисячами слів.

### Атрибути абзацу
- Заголовок — числовий атрибут, що відрізняє колонтитули та подібні заголовки від звичайного основного тексту (якщо абзац є заголовком — його позначають «1», якщо колонтитулом — «0»).

## Доступні корпуси ТенТен
Станом на квітень 2022 року за допомогою Sketch Engine можна отримати доступ до таких корпусів:
1. arTenTen (веб-корпус арабської мови)
2. beTenTen (веб-корпус білоруської мови)
3. bgTenTen (веб-корпус болгарської мови)
4. caTenTen (веб-корпус каталонської мови)
5. cebTenTen (веб-корпус себуанської мови)
6. csTenTen (веб-корпус чеської мови)
7. daTenTen (веб-корпус данської мови)
8. deTenTen (веб-корпус німецької мови)
9. elTenTen (веб-корпус грецької мови)
10. enTenTen (веб-корпус англійської мови)
11. esTenTen (веб-корпус іспанської мови з підкорпусами європейського й американського мовних варіантів іспанської)
12. etTenTen (веб-корпус естонської мови)
13. fiTenTen (веб-корпус фінської мови)
14. frTenTen (веб-корпус французької мови)
15. heTenTen (веб-корпус івриту)
16. hiTenTen (веб-корпус гінді)
17. huTenTen (веб-корпус угорської мови)
18. itTenTen (веб-корпус італійської мови)
19. isTenTen (веб-корпус ісландської мови)
20. jaTenTen (веб-корпус японської мови)
21. kmTenTen (веб-корпус кхмерської мови)
22. koTenTen (веб-корпус корейської мови)
23. loTenTen (веб-корпус лаоської мови)
24. ltTenTen (веб-корпус литовської мови)
25. lvTenTen (веб-корпус латиської мови)
26. miTenTen (веб-корпус мови маорі)
27. nlTenTen (веб-корпус нідерландської мови)
28. noTenTen (веб-корпус норвезької мови)
29. plTenTen (веб-корпус польської мови)
30. ptTenTen (веб-корпус португальської мови)
31. roTenTen (веб-корпус румунської мови)
32. ruTenTen (веб-корпус російської мови)
33. skTenTen (веб-корпус словацької мови)
34. slTenTen (веб-корпус словенської мови)
35. svTenTen (веб-корпус шведської мови)
36. teTenTen (веб-корпус мови телугу)
37. thTenTen (веб-корпус тайської мови)
38. tlTenTen (веб-корпус таґальської мови)
39. trTenTen (веб-корпус турецької мови)
40. ukTenTen (веб-корпус української мови)
41. ukTenTen (веб-корпус мови урду)
42. zhTenTen (корпус китайської мови)